# Super Size Me 2: Holy Chicken!
Super Size Me 2: Holy Chicken! és un documental de l'any 2017 del nord-americà Morgan Spurlock. Una seqüela del seu anterior documental de l'any 2014 Super Size Me, en el que explora les maneres com la indústria del menjar ràpid ha rebatejat l'alimentació sana i el mateix Spurlock ho experimenta obrint el seu propi restaurant de menjar ràpid, explicant això com el rebateig de les marques és més una percepció que una realitat.
S'estrenà al 2017 Toronto International Film Festival, el 8 de setembre de 2017, quedant la segona en el guardó de People's Choice Award for Documentaries. Tot seguit, YouTube anuncià que havien adquirit els drets de distribució de la pel·lícula per YouTube Red per 3,5 milions de dòlars. El desembre de 2017, YouTube Red va retirar el film després que Spurlock admetés haver comès actes de mala conducta sexual i assetjament. La productora Warrior Poets també anuncià que el film seria retirat del 2018 Sundance Festival de cinema. Samuel Goldwyn Films però publicaria el film als cinemes el 6 de setembre de 2019 i també la publicà pels serveis de vídeo a la carta una setmana més tard.

## Rebuda
Rotten Tomatoes, aprovà el film amb un 67%, basat en 24 revisions, i amb una nota mitjana de 6.9/10. El consens de la pàgina web es podia llegir com "Super Size Me 2: Holy Chicken! no és tan satisfactòria com l'anterior, però encara es dirigeix a oferir una visió més completa sobre les males pràctiques de la indústria." A Metacritic, la pel·lícula va obtenir una puntuació de 60 sobre 100, basada en 12 crítics, indicant que les "revisions estan mesclades o són molt dispars".